# 기원전 3년

## 연호
- 전한(前漢) 건평(建平) 4년

## 기년
- 전한(前漢) 애제(哀帝) 4년
- 신라(新羅) 혁거세 거서간(赫居世居西干) 55년
- 고구려(高句麗) 유리명왕(瑠璃明王) 17년
- 백제(百濟) 온조왕(溫祚王) 16년

## 탄생
- 12월 24일 - 로마 제국 6대 황제 갈바